# Sajnkho Namtjylak
Sajnkho Namtjylak (russisk: Сайнхо Намчылак, født 1957) er en russisk sanger fra Tuva, den lille autonome republik på grænsen til Mongoliet. Hun er kendt for at synge strubesang fra sin hjemegn, den såkaldte "chöömij". 
Namtjylak stammer fra en afsides liggende landsby i Tuva, og herfra stammer hendes nære kendskab til chöömij. Hun har studeret musik på universitetet i Kyzyl og Gnesins-instituttet i Moskva. Her har hun især interesseret sig for musikken hos minoritetsfolkeslag i Sibirien.
Hendes stemme rækker over syv oktaver, og hendes musik er meget eksperimenterende med udgangspunkt i chöömij. Hun har også brugt elementer af avantgardejazz og electronica. Efter sin dimission fra universitetet har hun arbejdet med en række orkestre, heriblandt Moskva Statsorkester, jazz-ensemblet Tri-O fra Moskva, Dramatikskolen i Moskva, forskellige orkestre i Kyzyl, Tuvas folkloreorkester og flere andre. Hun er blevet sammenlignet med kvindelige sangere som Patti Smith, Billie Holiday og Nina Hagen, som er eksempler på veletablerede vestlige musikere, der har brugt deres stemmer på avancerede måder. 
Sajnko Namtjylak har i mange år haft base i Wien, men er stærkt rodfæstet i det fædrene Tuva, hvortil hun gennem mange år har inviteret musikere fra andre lande for at formidle musikken fra Tuva. Hun har udgivet en række plader siden 1990.